# 天保山遊園
天保山遊園（てんぽうざんゆうえん）は、大阪市港区にかつて存在した遊園地である。大阪のウォーターフロントリゾートの先駆けとなった。

## 概要
1888年（明治21年）4月に野口茂平（のちに大阪市会議員）により天保山砲台跡にクラブと冷温の海水浴場をもつ遊園としてオープン。園内には、滝のある海水温泉、保養所、魚釣場などの施設があり、魚釣・海水浴などが楽しめた。なお、民間設置・運営の遊園地であったが、官の出資を受けていた。
しかし、開園からわずか9年後の1897年（明治30年）の築港工事の開始により遊園地は閉鎖された。